# 柳條人

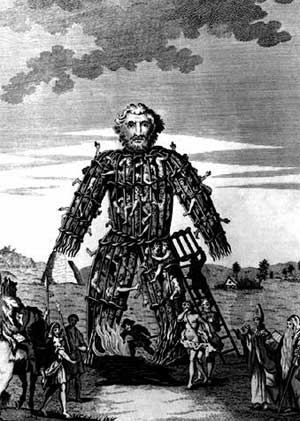
一張十八世紀繪製的柳條人插畫

柳條人（英文：wicker man）是以柳條編成的一座巨型雕像，用於古代德魯伊信仰的獻祭儀式中。

## 歷史
關於該儀式的主要證據出自尤利烏斯·凱撒的高盧戰記，書中指出一些高盧人會將人放置在一個以柳條織成的巨大雕像中，並將他們活活燒死以獻祭給他們的雷神塔拉尼斯（Taranis），這些人通常是犯罪者，但若是沒有犯罪者的話也會從一般平民中挑選出來。
現代考古學則未提出太多的凱爾特人實行活人獻祭的證據，而來自古希臘羅馬人的記載則有些疑慮，尤其是考慮到在凱爾特人被恐懼以及蔑視的時期，希臘人和羅馬人會熱切地傳播任何凱爾特人的怪誕以及負面訊息的這點。

## 現況
現在在美國內華達州的黑石沙漠舉辦的燃燒人活動也會焚燒巨大的木製人型人偶，該活動持續九天，名稱源自於會在周六夜晚舉行的焚燒巨大人型木偶肖像的儀式。

## 流行文化
柳條人作為素材曾先後出現在兩部電影中，分別是1973年的異教徒和2006年的惡靈線索，在這兩部電影中皆作為異教徒的獻祭儀式出現。
柳條人也在英國鐵娘子樂團的《異教徒》這首歌中出現，題材源自於上述1973年的同名英國恐怖電影。